# 千鸟渊战殁者墓苑
千鳥淵戰歿者墓苑是日本国家级公墓，位于东京都千代田區、皇居和靖国神社的护城河千鳥淵附近，用于紀念安葬在第二次世界大战期间因戰爭死亡的352297位無名日本人軍民。

## 简介

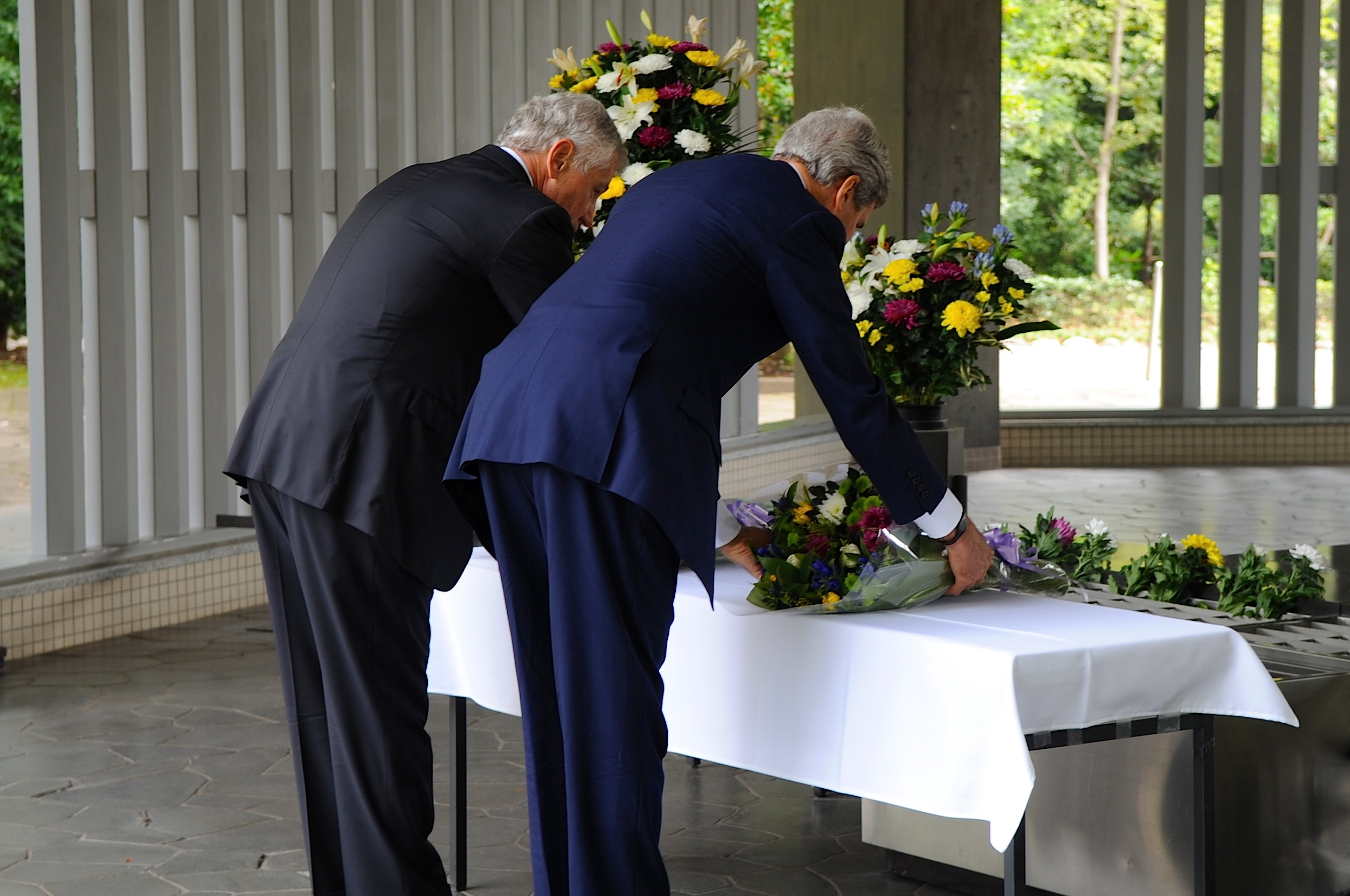
美国国防部长查克·黑格尔和美国国务卿约翰·克里敬献花圈（2013年10月3日）

取回太平洋战争中死亡士兵的遗体给战后的日本政府带来了前所未有的问题，因为由于战场条件恶劣，一些遗体无法找到。同时，也有死亡士兵的家人在美国对日本的大规模空袭以及广岛和长崎的原子弹爆炸中丧生。1952年，位于日本的恢复委员会开始在厚生勞動省存放战死士兵的遗体，同时建设一批永久性的建筑来安置和纪念遇难者的需求越来越重要。 1953年，日本首相下令建造无名战士墓，1956年政府购买了三番町的这块地区，最终在1959年3月千鳥淵戰歿者墓苑竣工。该公墓属于一个公共机构。

## 著名葬礼
- 古贺忠义